# Breviceps acutirostris
Breviceps acutirostris är en groddjursart som beskrevs av John C. Poynton 1963. Breviceps acutirostris ingår i släktet Breviceps och familjen Brevicipitidae. IUCN kategoriserar arten globalt som livskraftig. Inga underarter finns listade.